# Sebaste (Antique)
Sebaste is een gemeente in de Filipijnse provincie Antique op het eiland Panay. Bij de laatste census in 2007 had de gemeente bijna 16 duizend inwoners.

## Geografie

### Bestuurlijke indeling
Sebaste is onderverdeeld in de volgende 10 barangays:
| - Abiera - Aguila - Alegre - Aras-Asan - Bacalan | - Callan - Idio - Nauhon - P. Javier - Poblacion |

## Demografie
Sebaste had bij de census van 2007 een inwoneraantal van 15.840 mensen. Dit zijn 867 mensen (5,8%) meer dan bij de vorige census van 2000. De gemiddelde jaarlijkse groei komt daarmee uit op 0,78%, hetgeen lager is dan het landelijk jaarlijks gemiddelde over deze periode (2,04%).